# إيفان خوان سيلفا
إيفان خوان سيلفا (بالإسبانية: Iván Silva)‏ (22 يناير 1994 بفيلا جوبيرنادور غالفيز في الأرجنتين - ) هو لاعب كرة قدم أرجنتيني في مركز الوسط. لعب مع نيولز أولد بويز.

## وصلات خارجية
- إيفان خوان سيلفا على موقع قاعدة بيانات كرة القدم.إي يو (الإنجليزية)
- إيفان خوان سيلفا على موقع Soccerway.com (الإنجليزية)